# Puerto Tejada
Puerto Tejada est une municipalité située dans le département de Cauca, en Colombie.

## Personnalités liées à la commune
- Alexis Manyoma (2003-), footballeur né à Puerto Tejada.